# Электрометр
Электро́метр, или статический вольтметр — прибор, служащий для измерения электрического потенциала. Приборы этого рода могут служить для любой цели: менее точные — электроскопы, обнаруживают присутствие заряда на теле,  дают возможность судить о потенциале тела весьма грубо; более точные электрометры позволяют определить потенциал в принятых единицах.

## Механические электрометры
Первый электроскоп изобрёл итальянский физик Алессандро Вольта: прибор состоял из металлического стержня, пропущенного через каучуковую пробку, которая закрывала стеклянную бутылку. Верхний конец металлического стержня оканчивался металлическим шариком, а к низшему концу, находящемуся внутри бутылки, привешивались 2 соломинки. При соединении прибора с наэлектризованным телом, соломинки, как тела, наэлектризованные одноимённо, отталкивались, и таким образом, можно было судить, заряжено данное тело или нет. Дальнейшее усовершенствование приборов этого рода состояло в том, что вместо соломинок стали привешивать листки из тонкой бумаги или же тонкие золотые листочки, вследствие чего появилась возможность обнаруживать слабые заряды на телах.
В начале XX века наиболее употребляемыми и удобными из приборов этого рода были электроскопы Б. Ю. Кольбе.
Механические электрометры в настоящее время применяются почти исключительно в учебных целях. В науке и технике они широко применялись ещё в первой четверти 20 века (в частности, в исследованиях
радиоактивности и космических лучей с помощью электрометров измерялась скорость потери заряда, вызванная ионизацией воздуха ионизирующими излучениями. Также, электрометр раньше входил в состав индивидуальных дозиметров типа ДКП-50А, ДК-0.2, ИД-1 и прочие. В таких дозиметрах накопленной дозы находится фторопластовый конденсатор, вывод одной из обкладок имеет петельку, на которую припаяна тончайшая стеклянная проволочка, покрытая платиной. Конденсатор разряжается через ионизационную камеру, когда в ней создаётся ионизационный ток, проволочка перемещается, чем сильнее разряжен конденсатор, тем больше полученная доза. Тень от проволочки отбрасывается на шкалу с рисками и цифрами, чтобы снять показания, нужно направить обратную сторону дозиметра с крышкой из прозрачного пластика на источник света, и посмотреть в окуляр).

## Современные электрометры
Современные электрометры — электронные вольтметры имеют очень высокое входное сопротивление, достигающее 1014 Ом.